# +Europa
+Europa (Più Europa, abbreviato +Eu o +E) è un partito politico italiano di orientamento liberale ed eurofederalista, nato dall'incontro fra i Radicali Italiani e il movimento Forza Europa, che si è presentato con una propria lista elettorale alle elezioni politiche del 2018.
Le elezioni più importanti a cui +Europa ha preso parte sono state le elezioni politiche Italiane del 2022, dove ha partecipato alla Coalizione di centro-sinistra insieme a PD, Alleanza Verdi-Sinistra Italiana e Impegno Civico. A tali elezioni, +Europa raccoglie il 2,9% dei voti e 2 seggi alla Camera dei deputati.
Alle elezioni europee del 2024, +Europa forma, insieme ad altri partiti di Centro, la lista elettorale Stati Uniti d'Europa, candidando vari membri del partito insieme agli alleati. La lista non raggiunge lo sbarramento del 4%.

## Storia

### Primi movimenti indipendenti e nascita della lista
L'11 febbraio 2017 il sottosegretario agli esteri del governo Gentiloni, Benedetto Della Vedova, lancia il movimento liberale ed europeista Forza Europa, che entro l'estate viene presentato all'europartito ALDE a Bruxelles e si trasforma in partito politico.
Il coordinatore della Federazione dei Verdi Angelo Bonelli aveva proposto ai Radicali di lanciare una lista elettorale comune (suggerendo come nome Ecologia, Europa, Diritti) unitamente a Campo Progressista di Giuliano Pisapia. Non riscuotendo tuttavia il successo sperato, Pisapia aveva poi annunciato di non voler più partecipare alle elezioni politiche e di aver concluso la breve esperienza del suo movimento; i Radicali, che avevano anche delle remore riguardo alla prevista automatica coalizione con il Partito Democratico, ne tirarono le conseguenze ritirandosi a loro volta dal progetto (Verdi, Socialisti italiani e Area Civica presenteranno poi la lista Italia Europa Insieme, in coalizione con il PD).
Il 23 novembre 2017 Forza Europa e i Radicali Italiani presentano il cartello elettorale +Europa con Emma Bonino, al fine di partecipare alle elezioni politiche del 4 marzo 2018. I due soggetti fondatori sono presto affiancati anche da deputati del gruppo parlamentare Civici e Innovatori (Andrea Mazziotti di Celso, Stefano Dambruoso, Mara Mucci).
All'inizio di gennaio 2018 Riccardo Magi, Emma Bonino e Benedetto Della Vedova annunciano che +Europa con Emma Bonino avrebbe partecipato alle elezioni con una propria lista, per ragioni tecniche legate alla nuova legge elettorale. Mentre la dirigenza del Partito Democratico cercava di trovare una soluzione al problema della raccolta delle firme necessarie per poter presentare la lista, il 4 gennaio il leader di Centro Democratico Bruno Tabacci concesse a +Europa con Emma Bonino il simbolo del suo partito, consentendo la presentazione delle liste in entrambe le camere senza bisogno di raccogliere le firme.
Più tardi nel corso dello stesso mese anche il partito Area Progressista è confluito in +Europa anziché nella lista Italia Europa Insieme. Poco dopo +Europa si collocò ufficialmente nella coalizione di centro-sinistra capeggiata dallo stesso PD. La lista ottiene il 2,6% dei voti nelle elezioni politiche del 4 marzo 2018, non sufficiente a superare la soglia di sbarramento del 3% prevista dalla legge Rosato per i seggi proporzionali, ma conquista tre seggi uninominali in ambito italiano (portando Emma Bonino al Senato, Riccardo Magi e Bruno Tabacci alla Camera) e uno nella ripartizione Europa della circoscrizione Estero (con Alessandro Fusacchia, sempre alla Camera). Nelle elezioni regionali tenutesi nello stesso giorno, +Europa con Emma Bonino ha ricevuto poco più del 2% dei voti sia nel Lazio sia in Lombardia, in ambedue i casi eleggendo un consigliere. In entrambi i casi sul contrassegno non era presente il simbolo di Centro Democratico, avendo il cartello raccolto in autonomia le firme necessarie alla candidatura nelle singole regioni.
Con la costituzione del governo Conte I +Europa si schiera all'opposizione, esprimendo voto contrario in occasione della fiducia.

### Segreteria Della Vedova I

#### Elezione di Della Vedova

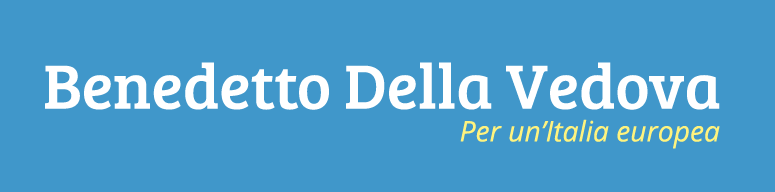
Logo della campagna elettorale di Della Vedova nel 2019.

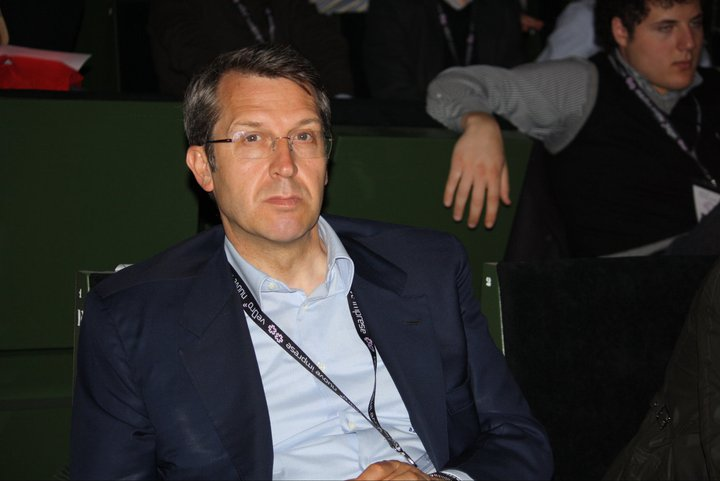
Benedetto Della Vedova

Nell'estate 2018 +Europa con Emma Bonino avvia la transizione da cartello elettorale a soggetto politico stabile, aprendosi al tesseramento popolare e annunciando la celebrazione di un congresso costitutivo entro gennaio 2019. Nel settembre 2018, all'assemblea costitutiva tenutasi a Roma viene annunciata la partecipazione alle elezioni europee del 2019 e il cambio di denominazione in +Europa. Il 29 dicembre 2018 il movimento I coraggiosi, guidato dall'ex candidato sindaco di Palermo Fabrizio Ferrandelli, aderisce a +Europa. Successivamente aderiscono a +Europa alcune fazioni fuoriuscite dal Partito Socialista Italiano. Candidati alla segreteria sono Marco Cappato, Benedetto Della Vedova e Alessandro Fusacchia. Con il 55% dei consensi Della Vedova viene eletto segretario, secondo con il 33% arriva Cappato e terzo con il 14% Fusacchia. Al congresso di Milano vennero sollevati sospetti di brogli riguardanti l'elezione a segretario di Della Vedova; secondo alcuni, infatti, vi sarebbe stata la presenza di una quota di esponenti (fra i 200 e i 500) la cui presenza sarebbe stata finanziata - tramite l'offerta di trasporto, vitto e alloggio gratuiti - con l’obiettivo di condizionare l’elezione del segretario.
Alle elezioni regionali in Abruzzo del 2019 +Europa si presenta con una propria lista (assieme a Centro Democratico) a sostegno del candidato di centro-sinistra Giovanni Legnini: il risultato, 2,36%, non consente di eleggere alcun consigliere nonostante il superamento della soglia di sbarramento del 2% a causa della sconfitta della coalizione.
In vista delle elezioni europee del 2019, +Europa si allea con Italia in Comune, Partito Socialista Italiano, Partito Repubblicano Italiano e Partito Democratico Europeo: nel contrassegno presentato, al di sotto del nome +Europa, compaiono quindi i richiami a IiC e PDE. Come capilista vengono schierati Bonino nella Circoscrizione Centro, Della Vedova nel Nord Ovest, Pizzarotti nel Nord Est, Raimondo Pasquino al Sud e l’ex candidato sindaco di Palermo e leader del movimento I Coraggiosi Fabrizio Ferrandelli nelle Isole. Il partito ottiene 833.443 voti, pari al 3,11% dei suffragi, attestandosi così sotto la soglia di sbarramento del 4% e non eleggendo alcun europarlamentare.

#### Rottura con Centro Democratico di Tabacci
Il 27 settembre 2019 Centro Democratico lascia +Europa, contestando la scelta di Emma Bonino di votare contro la fiducia al governo Conte II e di collocare quindi il partito all'opposizione. Tabacci lascia pertanto la carica di presidente del partito. A ottobre 2019 anche Alessandro Fusacchia, in contrasto con la linea assunta dalla direzione contro il governo Conte II, lascia il partito e la componente parlamentare, restando comunque nel gruppo misto.
Alle elezioni regionali in Emilia-Romagna del 2020 si presenta insieme al Partito Socialista e al Partito Repubblicano contribuendo alla vittoria di Stefano Bonaccini con l’1,53% senza però ottenere alcun seggio. In vista delle altre regionali di settembre in Liguria si presenta con Italia Viva di Matteo Renzi e il PSI a sostegno di Aristide Massardo e anche in Puglia con Renzi e Carlo Calenda sostiene un candidato autonomo, Ivan Scalfarotto, contro il centro-sinistra mentre in Toscana sempre con il partito di Renzi sostiene Eugenio Giani, appoggia poi Arturo Lorenzoni con la lista +Veneto in Europa - Volt ottenendo lo 0,69%, Vincenzo De Luca con + Campania in Europa e Maurizio Mangialardi con la lista Rinasci Marche insieme a Verdi e Civici. In Campania la lista raggiunge l'1,93% dei consensi ed elegge un consigliere nella circoscrizione di Napoli. In Toscana, nonostante il 4,48% dei consensi della lista unitaria, vengono eletti due consiglieri di Italia Viva. Nelle altre regioni non viene eletto nessun consigliere.

#### Federazione con Azione di Carlo Calenda
Il 17 novembre 2020 i parlamentari di +Europa e Azione comunicano l'unione delle rispettive rappresentanze parlamentari in un'unica componente nel gruppo misto al Senato (+Europa/Azione) e Camera (Azione/+Europa/Radicali Italiani). L'intento, scrivono, è quello di rafforzare l'azione politica di opposizione per una più incisiva critica al governo Conte II, che sia severa ma sempre costruttiva, mossa da posizioni europeiste e liberaldemocratiche antitetiche a quelle del blocco sovranista. Alla componente aderisce anche il senatore Gregorio De Falco.
Il 21 gennaio 2021 le due segreterie annunciano, con nota congiunta, "il rafforzamento del loro coordinamento politico e la partecipazione ad iniziative comuni. Continuando a lavorare insieme per costruire una lista liberal democratica in vista delle prossime elezioni politiche includendo movimenti politici, associazioni e personalità che abbiano condiviso i nostri valori e proposte." Già a novembre 2020, in seguito alla costituzione del gruppo parlamentare e tramite documento politico congiunto, il Partito Repubblicano Italiano aveva siglato un accordo con Azione volto a perseguire questo obiettivo, riconfermando poi l'impegno a gennaio 2021.
Il 24 febbraio 2021 il segretario Benedetto Della Vedova viene nominato sottosegretario di Stato al Ministero degli esteri nel governo Draghi. Il 14 marzo 2021, in occasione dell'Assemblea, Emma Bonino annuncia l'intenzione - non confermata - di lasciare il partito per dissidi interni, ventilando anche l'ipotesi di dimettersi da senatrice, mentre il segretario Della Vedova rassegna le dimissioni, annunciando contestualmente la propria ricandidatura al successivo Congresso.
A marzo 2021 +Europa, Azione, PRI, ALI e I Liberali chiamano Carlo Cottarelli a presiedere "Programma per l’Italia", un comitato scientifico volto ad avanzare proposte di matrice liberale per un nuovo programma di governo.

### Segreteria Della Vedova II

#### Rielezione di Della Vedova
A luglio 2021 il congresso del partito elegge nuovamente Della Vedova segretario del partito, con il 77% dei voti; contestualmente Riccardo Magi viene eletto presidente con il 60% dei voti. Nel corso del congresso, inoltre, Emma Bonino annuncia il suo ritorno nel partito dopo i dissidi dei mesi precedenti. Alle elezioni amministrative di ottobre il partito non si presenta ufficialmente nelle grandi città, sostenendo tuttavia, assieme ad Azione e Italia Viva, le liste a Roma "Calenda Sindaco", a Milano "I Riformisti - Lavoriamo per Milano", a Bologna "Anche tu Conti", a Torino la lista civica di Stefano Lo Russo e a Parma la lista "Onda Progressista Liberale", riuscendo ad eleggere Silvio Viale nella città sabauda.
Il 12 gennaio 2022 le segreterie di Azione e +Europa presentano in conferenza stampa una federazione unica di matrice liberaldemocratica e social-liberale tra i due partiti, con l'intenzione di costituire liste comuni alle future elezioni e fare campagna in favore del "Sì" per i referendum sulla cannabis, sull'eutanasia e sulla giustizia qualora questi siano giudicati ammissibili dalla Corte Costituzionale.
Durante l'elezione del Presidente della Repubblica del 2022 +Europa, in accordo con Azione, dichiara da subito il proprio sostegno per l'elezione del Ministro della giustizia e già Presidente della Corte Costituzionale Marta Cartabia, votandola in ogni scrutinio ad eccezione dell'ottavo, quando la maggior parte dei partiti dell'arco parlamentare, tra cui +Europa, si sono accordati per la riconferma del presidente uscente Sergio Mattarella.

#### Rottura con Azione ed elezioni politiche del 2022
Il 2 agosto 2022 Azione/+Europa annuncia di aver trovato un accordo per presentarsi alle elezioni politiche anticipate del 25 settembre nella stessa coalizione del Partito Democratico, impegnandosi a non candidare personalità divisive nei collegi uninominali. Il 7 agosto, tuttavia, a seguito dell'inclusione dell'Alleanza Verdi e Sinistra e di Impegno Civico nella coalizione, Carlo Calenda annuncia che Azione non correrà alle elezioni nel centro-sinistra; ciò provoca la rottura con +Europa, i cui dirigenti riaffermano il patto col PD. Il 12 agosto viene presentato il nuovo simbolo, +Europa con Emma Bonino. Il 17 agosto viene ufficializzato l'accordo con il Team K per la presentazione di candidati del partito altoatesino nelle liste di +Europa.
Alla tornata elettorale +Europa raccoglie un risultato a livello nazionale del 2,83% alla Camera e del 2,94% al Senato, mancando nuovamente di poco - come alle precedenti politiche del 2018 - la soglia di sbarramento del 3% prevista dalla legge elettorale Rosato per eleggere parlamentari nei collegi plurinominali; riesce ad eleggere alla Camera Benedetto Della Vedova e Riccardo Magi nei rispettivi collegi uninominali Lombardia 1 - 09 (Milano-Buenos Aires-Venezia) e Piemonte 1 - 01 (Torino centro), mentre Emma Bonino resta esclusa al Senato. I due deputati, insieme a Luca Pastorino di èViva, formano una componente nel gruppo misto alla Camera nella XIX legislatura.
A novembre 2022 +Europa viene accusata dal segretario di Azione, Carlo Calenda, di aver ricevuto un finanziamento straniero di 1.500.000 di euro da parte dell'imprenditore George Soros. Il segretario Della Vedova ha dapprima smentito, spiegando che alcuni candidati avevano ricevuto contributi dal finanziere ungherese per la campagna elettorale alle elezioni politiche, mentre in seguito ha ammesso di avere ricevuto lecitamente egli stesso una somma di 312 000 euro per la propria campagna elettorale. Precedentemente, Emma Bonino aveva riferito di uno stanziamento di 200 000 euro a +Europa da parte di Soros e di sua moglie Tamiko Bolton, incassato nel 2018.
Il 9 dicembre 2022 Fabrizio Ferrandelli, presidente dell'Assemblea nazionale, e Maria Saeli, tesoriera del partito, annunciano il loro passaggio ad Azione, seguiti da un folto gruppo di militanti siciliani.
Alle elezioni regionali nel Lazio del 2023 +Europa sostiene il candidato del Partito Democratico e Azione - Italia Viva Alessio D’Amato, assessore alla sanità uscente della giunta di centro-sinistra, presentando una lista insieme ai Radicali Italiani e Volt che ottiene lo 0,96% e non riesce ad eleggere nessun consigliere, mentre in Lombardia decide di non presentarsi, ma il suo consigliere regionale uscente Michele Usuelli si candida nella lista civica "Patto civico - Majorino Presidente" del candidato alla presidenza della Regione di centro-sinistra Pierfrancesco Majorino, risultando il primo dei non-eletti.

### Segreteria Magi

#### Elezione di Magi
Dal 24 al 26 febbraio 2023 si svolge il terzo congresso nazionale di +Europa per eleggere un nuovo presidente e segretario, dove il segretario uscente Benedetto Della Vedova, decide di non ricandidarsi. Il 25 febbraio i due principali sfidanti alla segreteria, Riccardo Magi e Federico Pizzarotti, stipulano un accordo dopo il forte intervento della leader Emma Bonino in cui chiedeva unità: Magi viene eletto segretario mentre Pizzarotti è eletto presidente. Tutte e tre le principali mozioni sono favorevoli ad aprire un dialogo sia con Azione che Italia Viva.

#### Elezioni regionali del 2023/24
Alle elezioni regionali in Friuli del 2023 +Europa si presenta assieme ad Azione e Italia Viva a sostegno dell'ex parlamentare Alessandro Maran; tuttavia con il 2,7% Maran si piazza ultimo non risultando eletto nemmeno come consigliere. Mentre in quelle del Molise e alle elezioni provinciali in Trentino non si presenta.
Nello stesso anno +Europa lancia una raccolta firme contro il divieto del governo Meloni sulla carne sintetica, giudicandolo "inutile e dannoso".
Alle elezioni regionali del 2024 +Europa sostiene l'ex presidente della Regione Renato Soru in Sardegna, nella lista con Azione che raccoglie l'1,53% senza eleggere un consigliere, mentre in Abruzzo e Basilicata i rispettivi candidati della coalizione di centro-sinistra l'ex rettore dell'Università di Teramo Luciano D'Amico, presentandosi nella lista "D'Amico Presidente - Riformisti e civici" assieme a Italia Viva e Partito Socialista Italiano (PSI) che ottiene il 2,81% e non elegge alcun consigliere, e il presidente della Provincia di Matera Piero Marrese, nella lista Basilicata Unita che ottiene il 2,81% ed eleggendo nessuno.

#### Elezioni europee e regionali del 2024
Il 1º ottobre 2023 si tiene a Roma l’Assemblea Nazionale del partito, durante la quale viene approvata la proposta del segretario Riccardo Magi di una lista “Per gli Stati Uniti d’Europa” alle elezioni europee del 2024.
Il 24 febbraio 2024, in vista delle elezioni europee di giugno, si tiene a Roma la convention “Per gli Stati Uniti d’Europa con Emma Bonino” alla quale partecipano, oltre ai vertici di +Europa, esponenti di punta di Azione, Partito Democratico, Italia Viva, PSI, Liberali Democratici Europei, Radicali Italiani, Volt e Partito Democratico Europeo con l'obiettivo di presentare una lista di scopo. Nelle settimane seguenti continua il confronto tra i partiti ma senza Azione, il quale non partecipa agli incontri. Durante l'Assembela Nazionale del 6-7 aprile, viene approvata la mozione presentata dal segretario Magi per continuare il percorso della lista Stati Uniti d’Europa, con 70 voti a favore, nessun contrario, e 13 astenuti, a seguito del ritiro di una mozione, presentata dal presidente Pizzarotti, che mirava ad azzerare il tavolo per aprire un'interlocuzione con i partiti appartenenti all'ALDE (Azione e LibDem Europei) per poi allargare alle altre forze. Poco dopo, il 10 aprile, Pizzarotti si dimette da presidente e Falasca da vice segretario. La settimana seguente Luigi Cirillo, consigliere regionale campano eletto con il Movimento 5 Stelle e giunto in +Europa nel 2022, passa ad Azione lasciando il suo ex partito senza più rappresentanti nei consigli regionali.
Il 20 aprile viene presentato alla stampa il simbolo della lista Stati Uniti d’Europa alla quale in definitiva hanno aderito +Europa, Italia Viva, Partito Socialista Italiano, Radicali italiani, LibDem Europei e L’Italia C’è. La lista ottiene 882.346 voti, pari al 3,77% dei suffragi, attestandosi così sotto la soglia di sbarramento del 4% e non eleggendo alcun europarlamentare. Alle regionali in Piemonte la stessa lista con il 2,42% elegge un consigliere di Italia Viva.
Il 21 luglio l'Assemblea elegge Emma Bonino Presidente del partito, a seguito dell'elezione svoltasi a scrutinio segreto con l'80% delle preferenze (contro il 20% di Diana Severati), sostituendo Manuela Zambrano che aveva assunto ad interim la carica lasciata da Federico Pizzarotti, dimessosi dopo l'assemblea nazionale del 13-14 aprile.
In autunno +Europa non si presenta alle regionali in Liguria mentre in Emilia-Romagna e Umbria forma due liste civiche con Azione, PSI e PRI raccogliendo l’1,72% e il 2,3% senza alcun eletto.

#### Congresso del 2025
Dal 7 al 9 febbraio 2025, si svolge a Roma il quarto congresso nazionale di +Europa, con i 300 delegati eletti dai 5 875 iscritti, per l'elezione del segretario e della segreteria. Al termine del congresso, Magi viene riconfermato come segretario del partito, così come Carla Taibi nel ruolo di tesoriera, mentre Matteo Hallissey, avendo la meglio su Benedetto Della Vedova, viene eletto nuovo presidente, dopo aver già assunto la stessa carica all'interno dei Radicali Italiani.

## Ideologia e posizioni
Più Europa è un partito europeista ispirato dall'insieme dei valori liberali. Alla costituzione del partito partecipano anche i Radicali Italiani eredi del radicalismo storico e dell'idea di laicità dello stato.

### Politica estera
Più Europa sostiene la creazione degli Stati Uniti d'Europa. Chiedono la capacità legislativa propositiva del Parlamento Europeo al pari dei parlamenti nazionali, l'istituzione di veri e propri ministri europei e l'elezione diretta del Presidente della Commissione europea. Inoltre vogliono l'istituzione di un seggio permanente per l'Unione europea al Consiglio di Sicurezza delle Nazioni Unite.

### Diritti civili
Il partito attacca frontalmente la legge 40 sulla procreazione assistita, ritenendo che "andrebbe bonificata dagli ultimi residui della regolamentazione imposta a metà degli anni 2000 con la legge in questione".
Favorevole alla depenalizzazione della maternità surrogata, alla legalizzazione del testamento biologico e ad una riforma del diritto di famiglia nella prospettiva di superare le discriminazioni in materia di matrimonio, unione civile, adozione, riconoscimento automatico dei figli alla nascita e opportunità dei figli di genitori separati, sostenendo i matrimoni e le adozioni omosessuali.
Favorevole anche all’eutanasia, allo ius scholae e alla legalizzazione e regolamentazione dell’uso delle droghe leggere ("in un’ottica di riduzione del danno sul consumo personale, nel nome della libertà individuale, della lotta alla criminalità e del contrasto ai profitti delle narco-mafie, della tutela della salute pubblica, della libertà di accesso alle cure e della libertà di ricerca sull'uso medico e scientifico di tali sostanze").
La piattaforma di movimenti LGBT La Strada dei diritti individuò il programma di +Europa per le elezioni politiche del 2022 come quello che accoglieva il maggior numero delle proposte sui temi LGBT fatte dalla piattaforma stessa.

### Politiche economiche
In economia, sostiene posizioni aperte al libero mercato e al mercato unico europeo, alla deregolamentazione, al taglio della spesa pubblica e alla privatizzazione di alcuni settori economici; tra le proposte più note, quella per la messa a gara delle concessioni balneari e delle licenze dei tassisti.
Tra le misure di protezione sociale, ha sostenuto la necessità di un salario minimo mobile già nel programma per le elezioni politiche 2022, e ha poi sottoscritto la proposta di legge per un salario minimo presentata dalle opposizioni nel luglio 2023. Nel corso del proprio mandato, il segretario Riccardo Magi ha portato in Parlamento la proposta di legge radicale per un reddito minimo d'inserimento, mirata a garantire universalmente un reddito al di sopra della soglia di povertà.

### Giustizia
Più Europa si definisce un partito garantista. Il partito ha criticato la modifica della disciplina della prescrizione contenuta nella legge Spazzacorrotti che introduce la sospensione dopo la sentenza di primo grado. Inoltre ha promosso la separazione delle carriere dei magistrati e la tutela dei diritti dei carcerati.

### Difesa
Più Europa auspica una politica estera e difesa comuni nell'ambito dei futuri Stati Uniti d'Europa, con la creazione di un esercito comune europeo.

## Struttura
A seguito della sua trasformazione in partito, +Europa è stata retta da un consiglio direttivo di 15 membri (Rocco Berardo, Gionny D'Anna, Antonella Dragotto, Piercamillo Falasca, Valerio Federico, Vincenzo Giannico, Diego Masi, Andrea Mazziotti di Celso, Sarah Meraviglia, Francesca Mercanti, Irene Abigail Piccinini, Carlo Romano, Antonio Santoro, Angelo Sanza, Elena Torri) compartecipato dai parlamentari eletti per la XVIII legislatura (Emma Bonino, Alessandro Fusacchia, Riccardo Magi, Bruno Tabacci) e presieduto da Gianfranco Spadaccia. L'organo così composto ha eletto coordinatore Benedetto Della Vedova, vicecoordinatori Bruno Tabacci e Massimiliano Iervolino, amministratrice Silvja Manzi. Questa prima governance ha avuto carattere provvisorio, onde guidare +Europa fino alla celebrazione del primo congresso, il quale ha avuto luogo a Milano dal 25 al 27 gennaio 2019.
Tra gli organi principali c'è l’Assemblea Nazionale, che stabilisce le priorità politiche e le linee programmatiche di +Europa. Si compone di 100 membri, novanta dei quali eletti dal Congresso sulla base di liste concorrenti, e dieci eletti contestualmente all’elezione del Segretario, da una lista di un pari numero di candidati, collegata alla sua candidatura. L’elezione dei 90 membri da parte del Congresso viene effettuata con metodo proporzionale applicando il metodo D’Hondt, assegnando i seggi a ciascuna lista secondo l’ordine di presentazione dei candidati. La Direzione, invece, è l’organo di organizzazione e di indirizzo politico, dà esecuzione al progetto politico definito dal Congresso dando attuazione alle linee programmatiche stabilite dall’Assemblea ed esercitando i poteri funzionali al perseguimento delle finalità associative. Della Direzione fanno parte ventidue membri dell’Assemblea, ripartiti proporzionalmente tra le liste, i primi tre membri di Assemblea eletti dalla lista del Segretario, il Segretario, i candidati segretari non eletti che abbiano conseguito almeno il 20% dei voti validi, il Tesoriere, il Presidente dell’Assemblea e i rappresentanti designati degli eventuali Soggetti Federati.
Il Collegio di Garanzia è composto da tre membri effettivi e due supplenti eletti dall’Assemblea che non rivestano alcuna carica all’interno degli Organi o delle strutture territoriali o tematiche, e non siano incorsi in sanzioni disciplinari.

### Segretario
| Segretario                | Periodo                           |
| ------------------------- | --------------------------------- |
| Benedetto Della Vedova    | 27 gennaio 2019 – 14 marzo 2021   |
| Simona Viola (ad interim) | 14 marzo 2021 –18 luglio 2021     |
| Benedetto Della Vedova    | 18 luglio 2021 – 26 febbraio 2023 |
| Riccardo Magi             | 26 febbraio 2023 – In carica      |

### Vicesegretario
| Vicesegretario      | Periodo                           | Segreteria     |
| ------------------- | --------------------------------- | -------------- |
| Piercamillo Falasca | 23 giugno 2019 – 19 novembre 2020 | Della Vedova I |
| Costanza Hermanin   | 23 giugno 2019 – 19 novembre 2020 | Della Vedova I |
| Piercamillo Falasca | 15 aprile 2023 – 10 aprile 2024   | Magi           |

### Presidente
| Presidente                    | Periodo                            |
| ----------------------------- | ---------------------------------- |
| Gianfranco Spadaccia          | 27 gennaio 2019 – 23 giugno 2019   |
| Bruno Tabacci                 | 23 giugno 2019 – 27 settembre 2019 |
| Simona Viola                  | 27 settembre 2019 – 18 luglio 2021 |
| Riccardo Magi                 | 18 luglio 2021 – 26 febbraio 2023  |
| Federico Pizzarotti           | 26 febbraio 2023 – 10 aprile 2024  |
| Manuela Zambrano (ad interim) | 10 aprile 2024 - 21 luglio 2024    |
| Emma Bonino                   | 21 luglio 2024 – 9 febbraio 2025   |
| Matteo Hallissey              | 9 febbraio 2025 – In carica        |

### Vicepresidente
| Vicepresidente      | Periodo                         | Presidenza     |
| ------------------- | ------------------------------- | -------------- |
| Alessandra Senatore | 23 giugno 2019 – 18 luglio 2021 | Tabacci, Viola |

### Coordinatore della segreteria
| Coordinatore           | Periodo                           |
| ---------------------- | --------------------------------- |
| Benedetto Della Vedova | 14 luglio 2018 – 27 gennaio 2019  |
| Giordano Masini        | 23 giugno 2019 – 26 febbraio 2023 |
| Nicolò Scibelli        | 28 marzo 2023 - In carica         |

### Vicecoordinatore della segreteria
| Vicecoordinatore       | Periodo                          | Coordinamento  |
| ---------------------- | -------------------------------- | -------------- |
| Bruno Tabacci          | 14 luglio 2018 – 27 gennaio 2019 | Della Vedova I |
| Massimiliano Iervolino | 14 luglio 2018 – 27 gennaio 2019 | Della Vedova I |

### Tesoriere
| Tesoriere           | Periodo                            | Segreteria      |
| ------------------- | ---------------------------------- | --------------- |
| Silvja Manzi        | 27 gennaio 2019 – 23 giugno 2019   | Della Vedova I  |
| Valerio Federico    | 23 giugno 2019 – 13 marzo 2021     | Della Vedova I  |
| Carmelo Palma       | 23 marzo 2021 – 29 maggio 2021     | Della Vedova I  |
| Michele Usuelli     | 29 maggio 2021 – 18 luglio 2021    | Della Vedova I  |
| Maria Saeli         | 18 luglio 2021 – 9 dicembre 2022   | Della Vedova II |
| Alfonso Maria Gallo | 20 gennaio 2023 – 26 febbraio 2023 | Della Vedova II |
| Carla Taibi         | 26 febbraio 2023 - In carica       | Magi            |

### Presidente dell'Assemblea nazionale[107]
| Presidente           | Periodo                            |
| -------------------- | ---------------------------------- |
| Fabrizio Ferrandelli | 18 luglio 2021 – 26 febbraio 2023  |
| Manuela Zambrano     | 26 febbraio 2023 - 9 febbraio 2025 |
| Agnese Balducci      | 9 febbraio 2025 - In carica        |

## Nelle istituzioni

### Camera dei deputati
| XVIII legislatura |
| ----------------- |
| 2 deputati        |

Gruppo misto componente Azione - Più Europa - Radicali Italiani: Riccardo Magi, Gianfranco Librandi
| XIX legislatura |
| --------------- |
| 2 deputati      |

Gruppo misto componente Più Europa: Benedetto Della Vedova, Riccardo Magi

### Senato della Repubblica
| XVIII legislatura |
| ----------------- |
| 1 senatore        |

Gruppo misto componente +Europa - Azione: Emma Bonino.

### Governi
- Governo Draghi
  - Benedetto Della Vedova, sottosegretario di stato al ministero degli affari esteri e della cooperazione internazionale (1º marzo 2021 – 22 ottobre 2022)

## Congressi nazionali
- I congresso - Milano, 25-27 gennaio 2019
- II congresso - Roma, 16-18 luglio 2021
- III congresso - Roma, 24-26 febbraio 2023
- IV congresso - Roma, 7-9 febbraio 2025[109]

## Iscritti
- 2019: circa 5.000
- 2020: 881
- 2021: 2 684
- 2022: 2 789[110]
- 2023: 4 746[111]
- 2024: 4 256[112]
- 2025: 6 159 (prima del IV Congresso Nazionale)[113]

## Simbologia

Il logo attuale
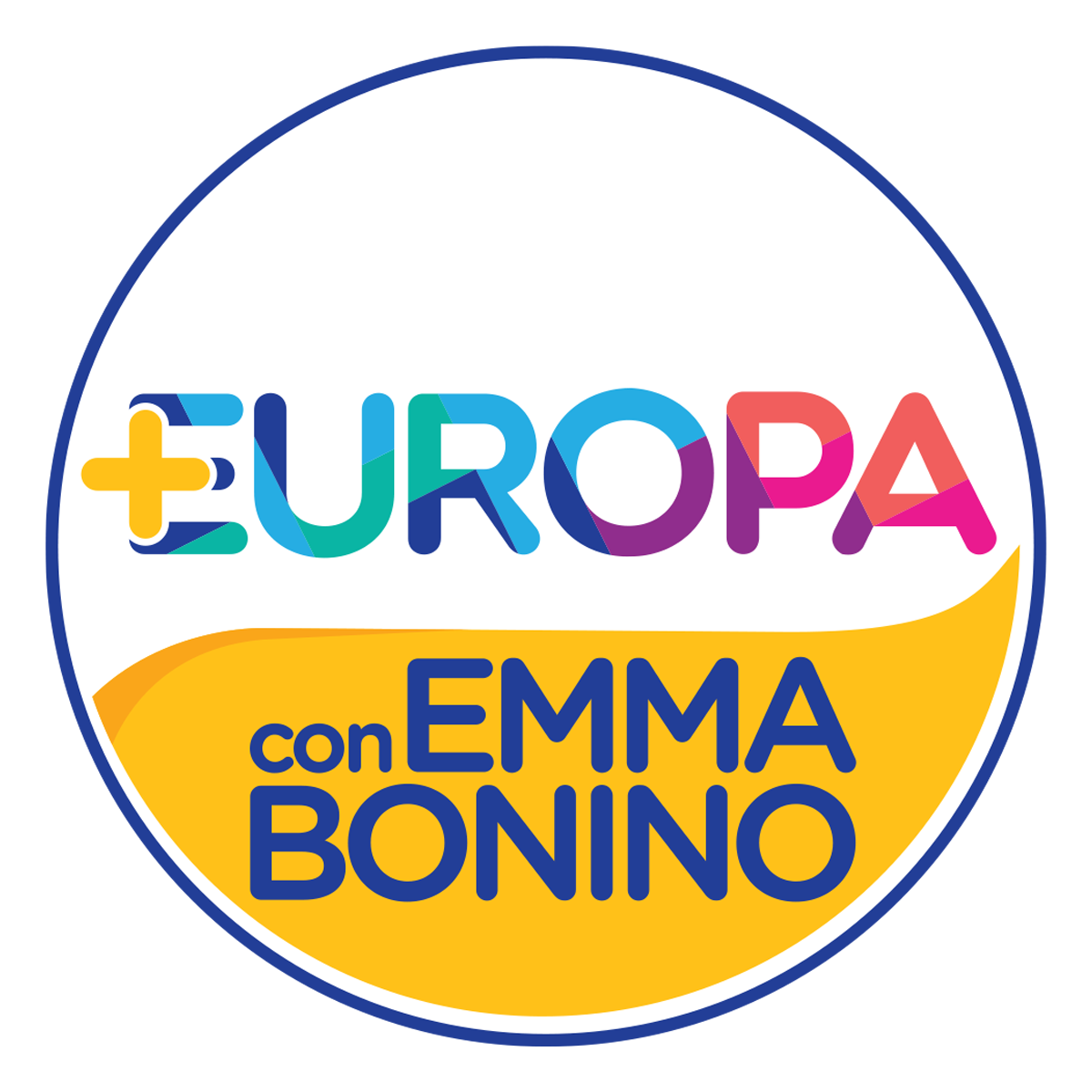
Simbolo elettorale

## Risultati elettorali
| Elezione                                                                             | Elezione       | Voti                    | %                       | Seggi   |
| ------------------------------------------------------------------------------------ | -------------- | ----------------------- | ----------------------- | ------- |
| Politiche 2018 a                                                                     | Camera         | 836 837                 | 2,55                    | 3 / 630 |
| Politiche 2018 a                                                                     | Senato         | 712 844                 | 2,36                    | 1 / 315 |
| Europee 2019 b                                                                       | Europee 2019 b | 833 443                 | 3,11                    | 0 / 76  |
| Politiche 2022                                                                       | Camera         | 793 961                 | 2,83                    | 2 / 400 |
| Politiche 2022                                                                       | Senato         | 809 412                 | 2,94                    | 0 / 200 |
| Europee 2024                                                                         | Europee 2024   | In Stati Uniti d'Europa | In Stati Uniti d'Europa | 0 / 76  |
| a Lista +Europa - Centro Democratico b Lista +Europa - Italia in Comune - PDE Italia |                |                         |                         |         |